# Вілласпечоза
Вілласпечоза (італ. Villaspeciosa, сард. Bidda Spetziosa) — муніципалітет в Італії, у регіоні Сардинія,  провінція Кальярі.
Вілласпечоза розташована на відстані близько 420 км на південний захід від Рима, 20 км на північний захід від Кальярі.
Населення — 2487 осіб (2014).
Щорічний фестиваль відбувається 15 серпня. Покровитель — Assunzione di Maria.

## Демографія
Населення за роками:

Станом на 1 січня 2023 року в муніципалітеті офіційно проживало 77 іноземців з 22 країн, серед них 16 громадян країн Євросоюзу та 3 громадяни України.

## Сусідні муніципалітети
- Дечимоманну
- Дечимопутцу
- Сілікуа
- Ута